# Fraisse (Cuneo)
Fraisse (italià: Frassino) és un municipi italià, a la Val Varacha, dins de les Valls Occitanes (regió del Piemont). L'any 2007 tenia 289 habitants. Afronta amb els municipis de Brossasc, Melle, Sampeyre i San Damiano Macra.

## Història
Habitat a partir de l'època romana, va ser una possessió del Marquesat de Saluzzo, i després la Casa de Savoia.

## Personalitats
- Antonio Bodrero, conegut com a Barba Tòni o Tòni Bodrìe, poeta en occità i piemontès
- Francés Fontan, nacionalista occità, fundador del Moviment autonomista occità, va viure-hi del 1963 fins a la mort el 1979.[2]